# 트위낵스 케이블

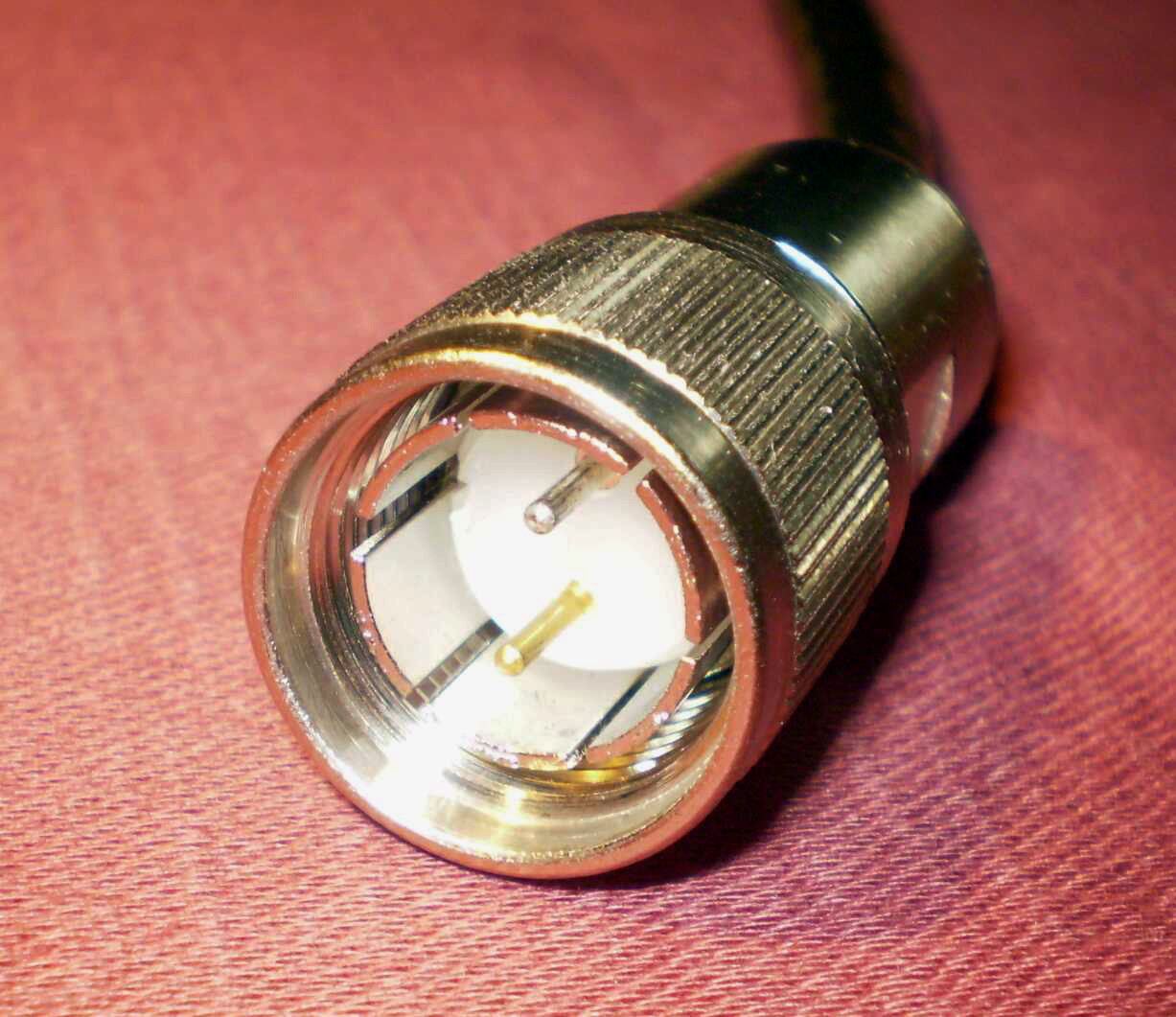
트위낵스 케이블

트위낵스 케이블(Twinax cable, Twinaxial cabling)은 동축 케이블과 비슷한 케이블의 일종으로, 한 개의 전도체가 아닌 두 개의 전도체가 안쪽에 포함되어 있다. 비용 효율 때문에 현대(2013년 기준)의 초단거리 고속 차분 신호 응용에 일반화되고 있다.

## 레거시 응용

### IBM
역사적으로 트위낵스는 IBM 5250 터미널과 프린터에 특화된 케이블이었으며 IBM의 시스템/34, 시스템/36, 시스템/38, IBM 시스템 i(과거 이름: AS/400) 미드레인지 호스트, 그리고 IBM i를 구동하는 IBM 파워 시스템 머신에 사용되었다. 데이터 전송은 반이중 평형 송신(balanced transmission) 방식이며 한쪽 실드의 110 Ω 연선 기준으로 1 Mbit/초의 속도를 지원한다.
트위낵스를 사용하면 7개의 장치에 주소를 할당할 수 있으며 워크스테이션 주소는 0부터 6까지이다. 이 장치들은 순차적일 필요가 없다.

### NEC
NEC 아스트라(NEC Astra) 시스템 또한 네트워크를 위해 이러한 종류의 케이블을 사용한다.

### MIL-STD-1553
MIL-STD-1553은 산업 표준이 78 옴으로 표준화하고 있는 반면 데이터 버스가 70~85 옴 사이의 특성 임피던스를 가지는 것이 좋다고 규정하고 있다. 이처럼 산업은 일반적으로 78 옴의 특성 임피던스의 트위낵스 케이블로 알려진 케이블을 표준화하고 있다.

## 현재의 응용

### SFP+ Direct-Attach Copper (10GSFP+Cu)
이것은 구리 10 기가비트 이더넷 케이블로, 액티브 또는 패시브 트위낵스 케이블 조합으로 구성되며 SFP+ 하우징에 직접 연결된다.

### 100 Gbit 이더넷
7m 트위낵스 케이블을 사용하는 40GBASE-CR4 및 100GBASE-CR10 물리 계층은 IEEE 802.3bj 워크그룹에 의해 100 Gbit 이더넷 사양의 일부로 개발되고 있다. 100G QSFP28 DAC은 이 응용의 주된 타입이다.

### SATA 3.0 케이블
SATA 3.0 케이블은 트위낵스를 사용하여 구현된다.

### 디스플레이포트
디스플레이 케이블의 제조업체 다수는 트위낵스 구성을 사용하여 엄격한 삽입손, 반사손, 2.7 Gbit/s 신호 속도의 크로스토크 요건을 수용한다.

### MIL-STD-1553
MIL-STD-1553 버스 및 스텁 장치 연결에 사용되는 케이블은 1 MHz의 78 옴의 특성 인피던스를 지닌다.

## 같이 보기
- 동축 케이블
- IBM 5250